# Ecce Homo

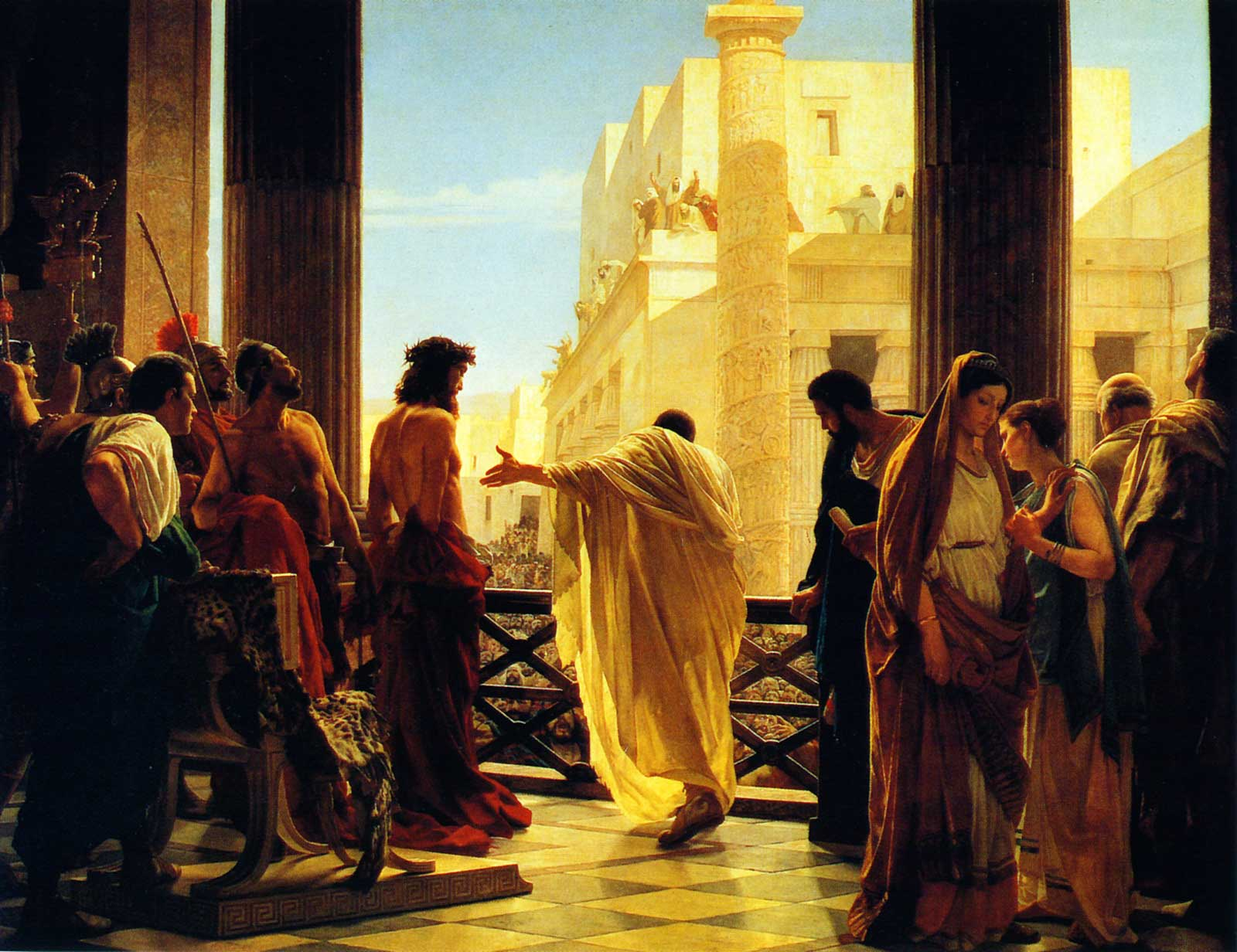
Антоніо Чізері: Ecce homo (XIX ст.)

Ecce Homo — «Оце Людина!» або «Ось чоловік!» — слова Понтія Пілата про Ісуса Христа.
Класичний латинський вираз [ˈɛkːɛ ˈhɔmoː] та походить з латинського перекладу у Вульгаті грецького виразу грец. Ἰδοὺ ὁ ἄνθρωπος, з яким, за Євангелієм від Івана (гл. 19) прокуратор Юдеї Понтій Пілат показав народу Єрусалима після бичування Ісуса Христа, одягненого в багряницю і увінчаного терновим вінцем, бажаючи отримати співчуття натовпу.

Тоді вийшов назовні ізнову Пилат та й говорить до них: Ось Його я виводжу назовні до вас, щоб ви переконались, що провини ніякої в Нім не знаходжу. І вийшов назовні Ісус, у терновім вінку та в багрянім плащі. А Пилат до них каже: Оце Людина! Як побачили ж Його первосвященики й служба, то закричали, говорячи: Розіпни, розіпни! Пилат каже до них: То візьміть Його ви й розіпніть, бо провини я в Нім не знаходжу! Ів. 19:4-6

Подія ця відбувалася пізнього ранку Страсної п'ятниці, в єрусалимській преторії поруч з вежею замку Антонія. Зараз на цьому місці розташована Базиліка Ecce Homo.
Вираз став крилатим. Його вживають, зокрема, коли хочуть вказати на положення гідне співчуття цивілізованої людини нашого часу.

## Галерея
В іконографії Ісуса Христа, Ecce Homo — назва типу зображення, що входить до циклу Страстей Господніх: Ісус страждає, у терновому вінці, що впивається шипами в шкіру, закривавлений після бичування, в руках може бути гілка, що символізує скіпетр, на плечах червона багряниця — так як Його карикатурно переодягнули царем римські солдати, що знущалися над Ним (Мт. 27:29).

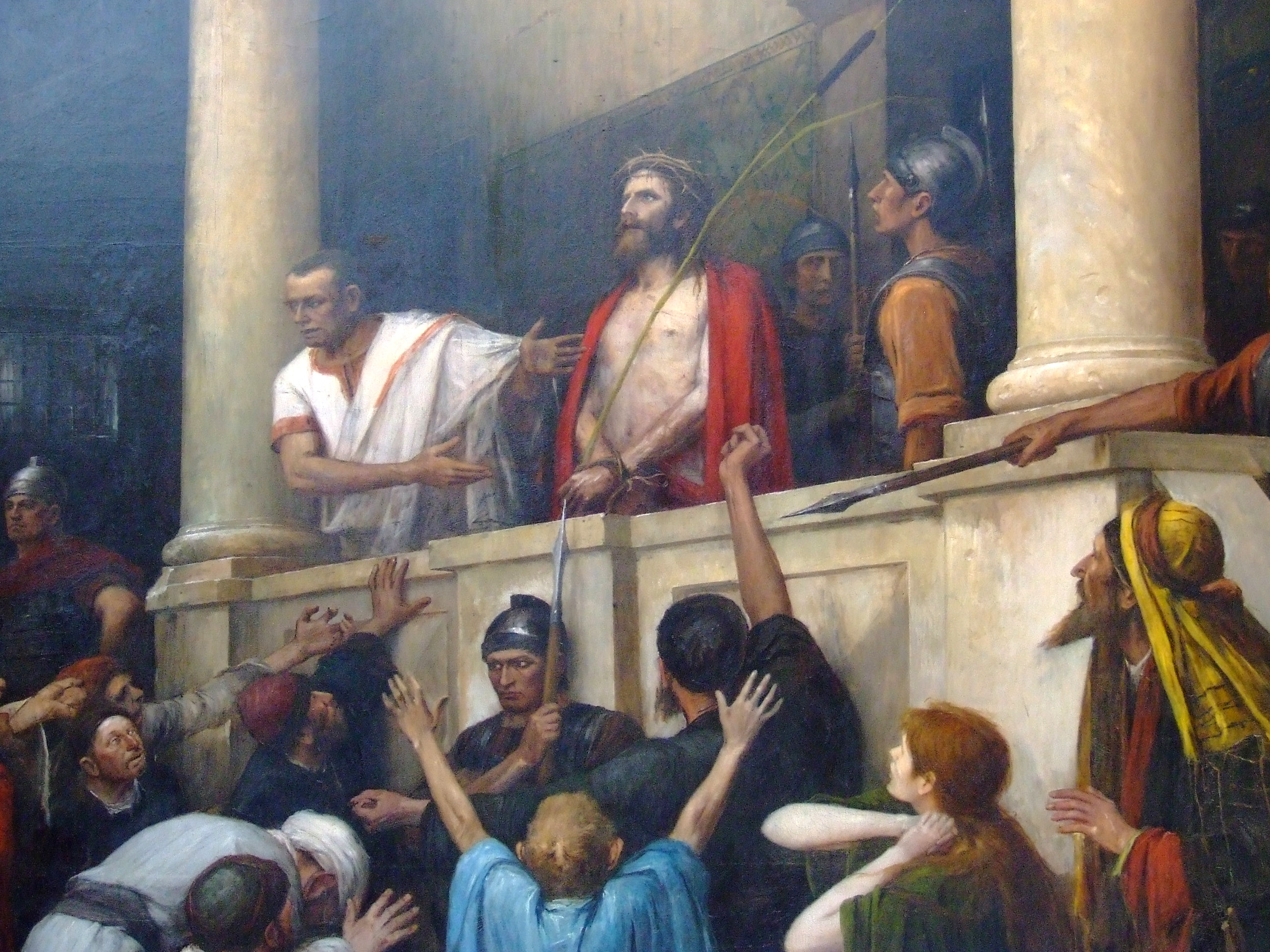
Мігай Мункачі, 1896
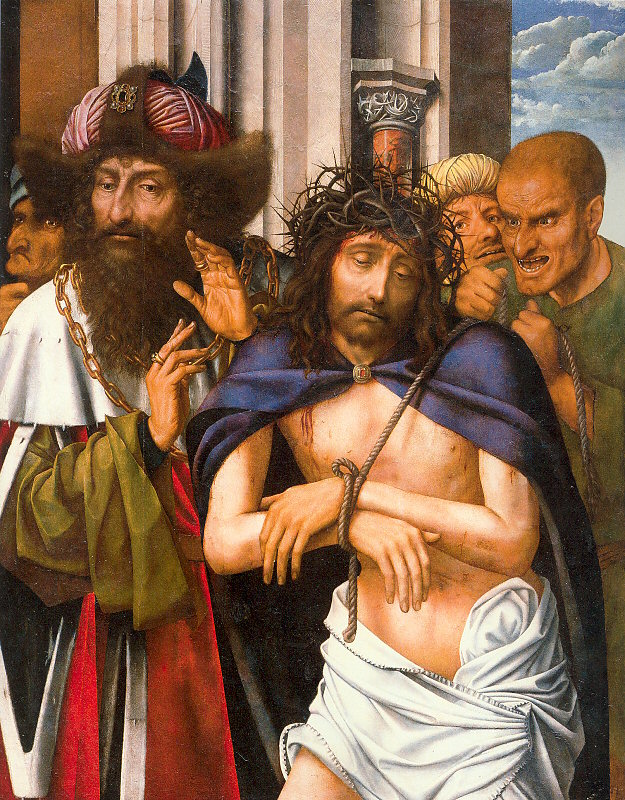
Квентін Массейс, 1526
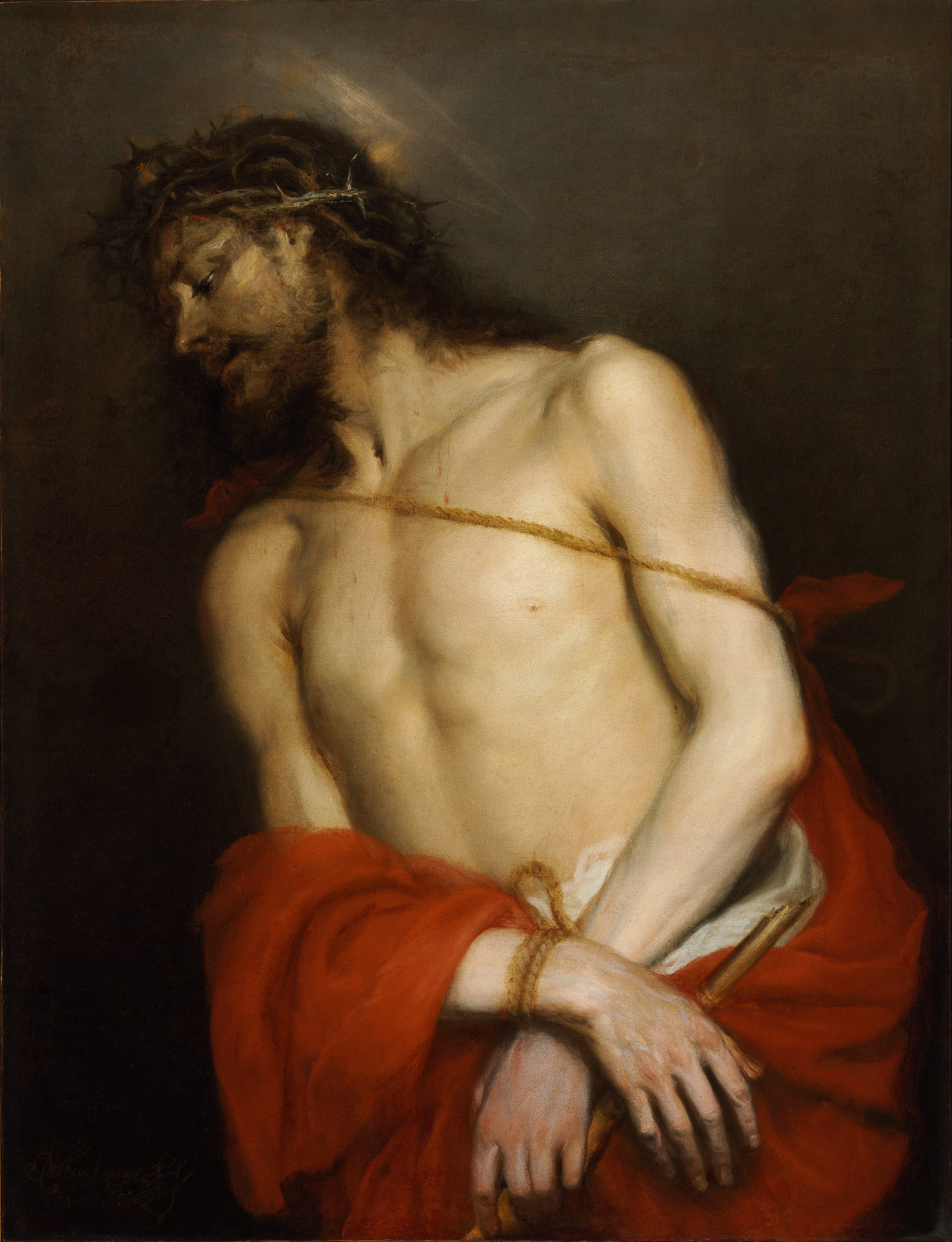
Матео Черецо, 1650
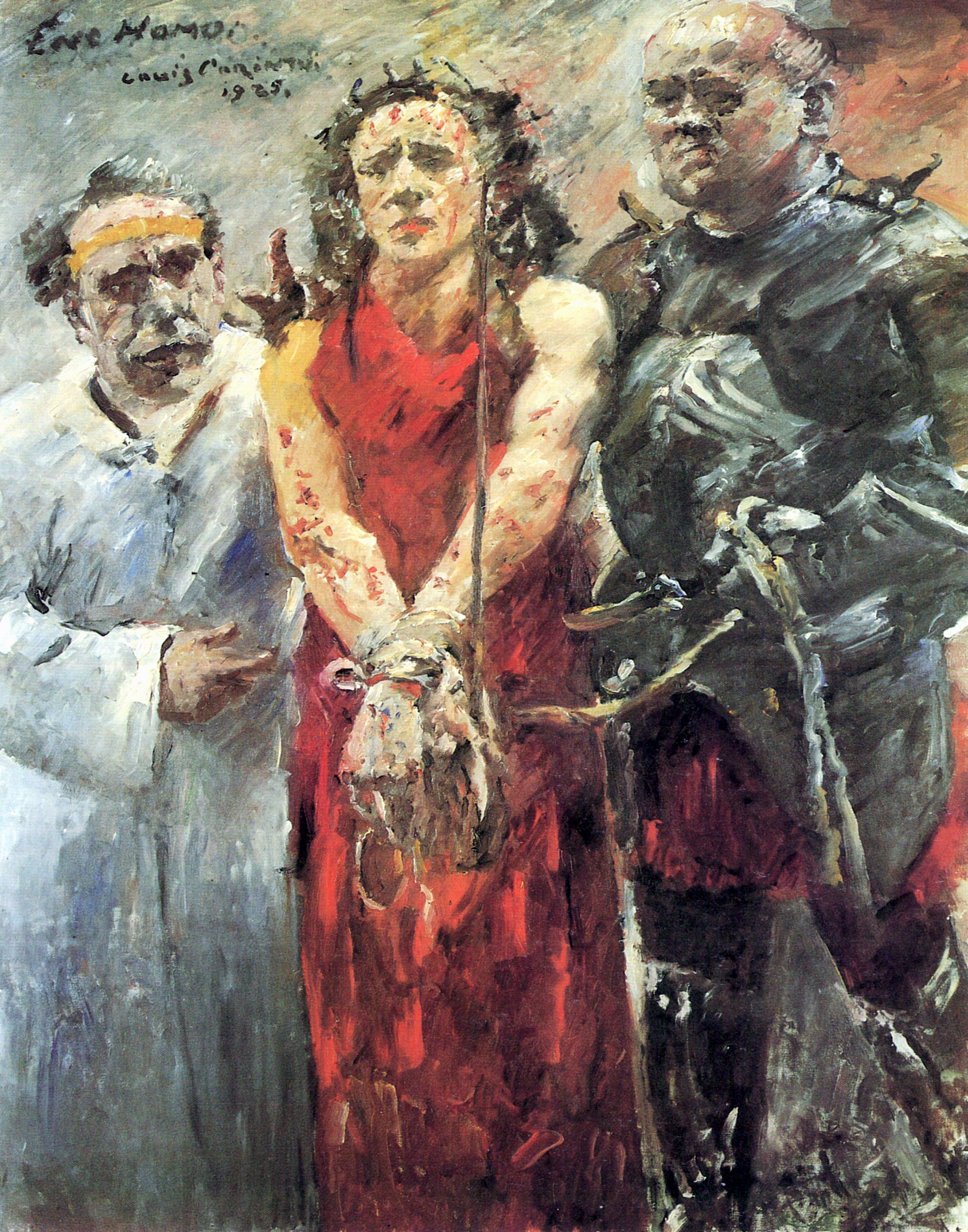
Ловіс Корінт, 1925
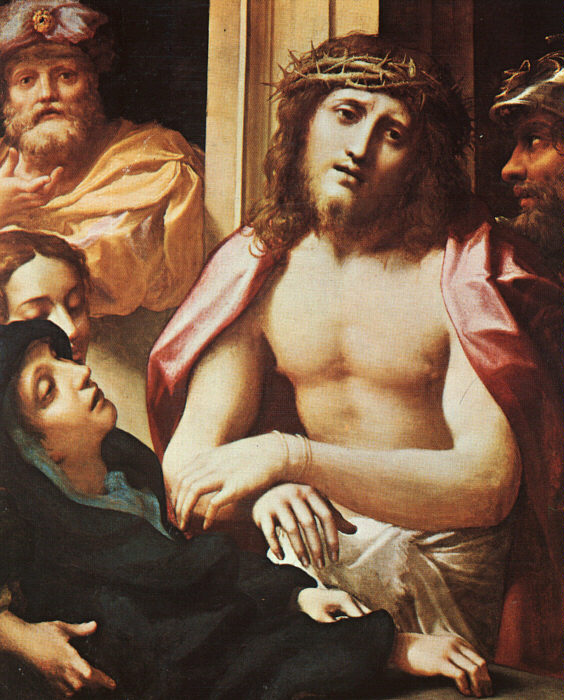
Корреджо
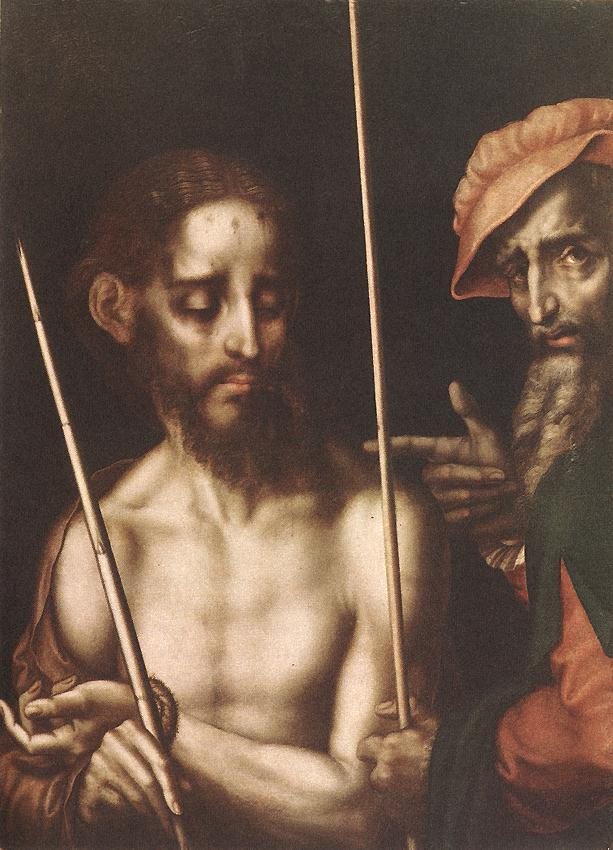
Луїс Моралес
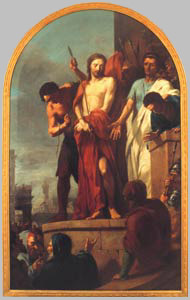
Johann Heinrich Tischbein[en]
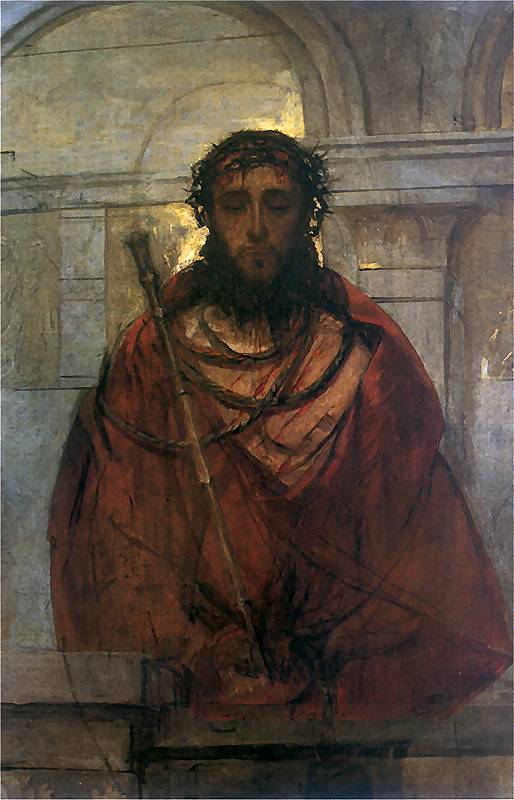
Альберт Хмелевський
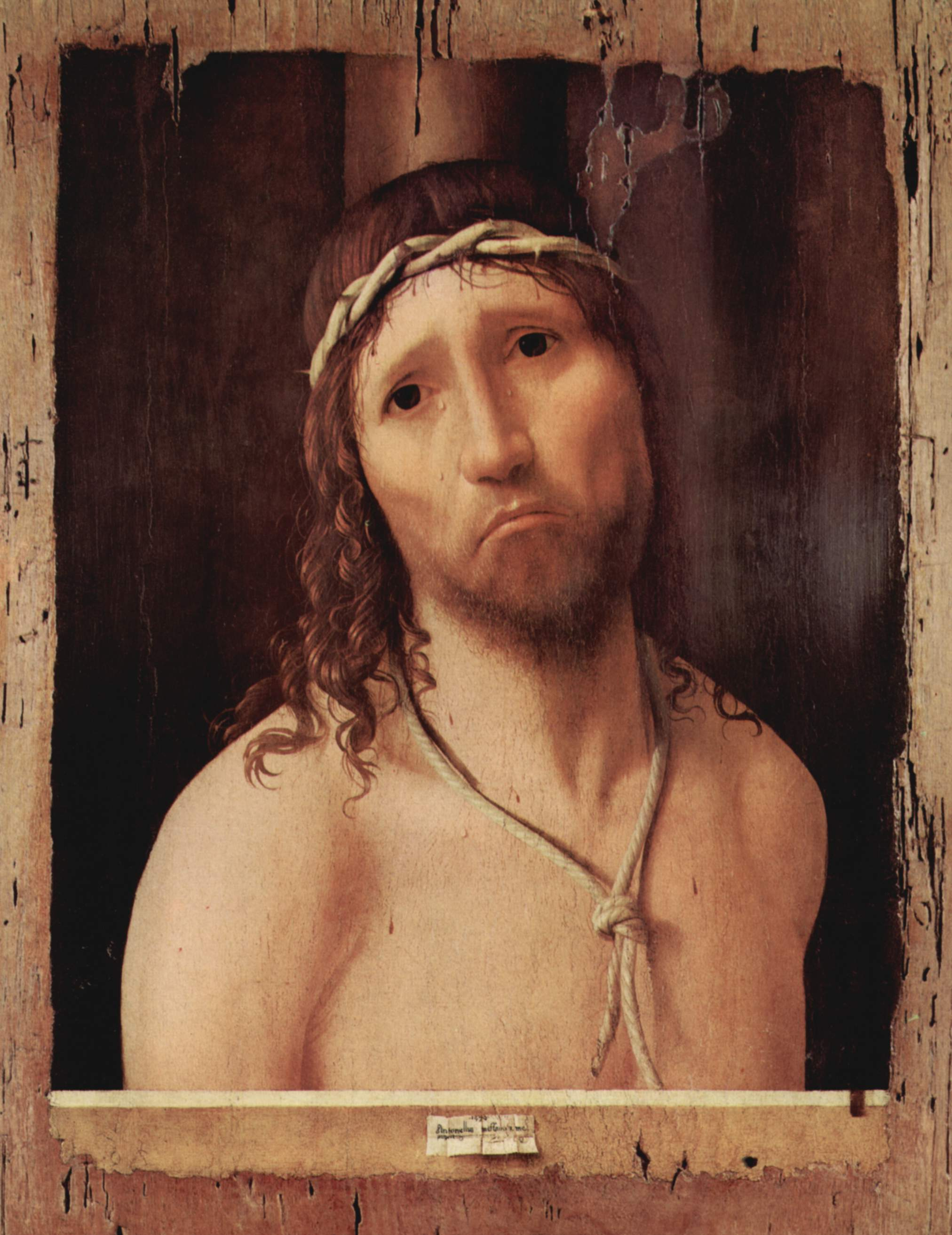
да Мессіна, 1473
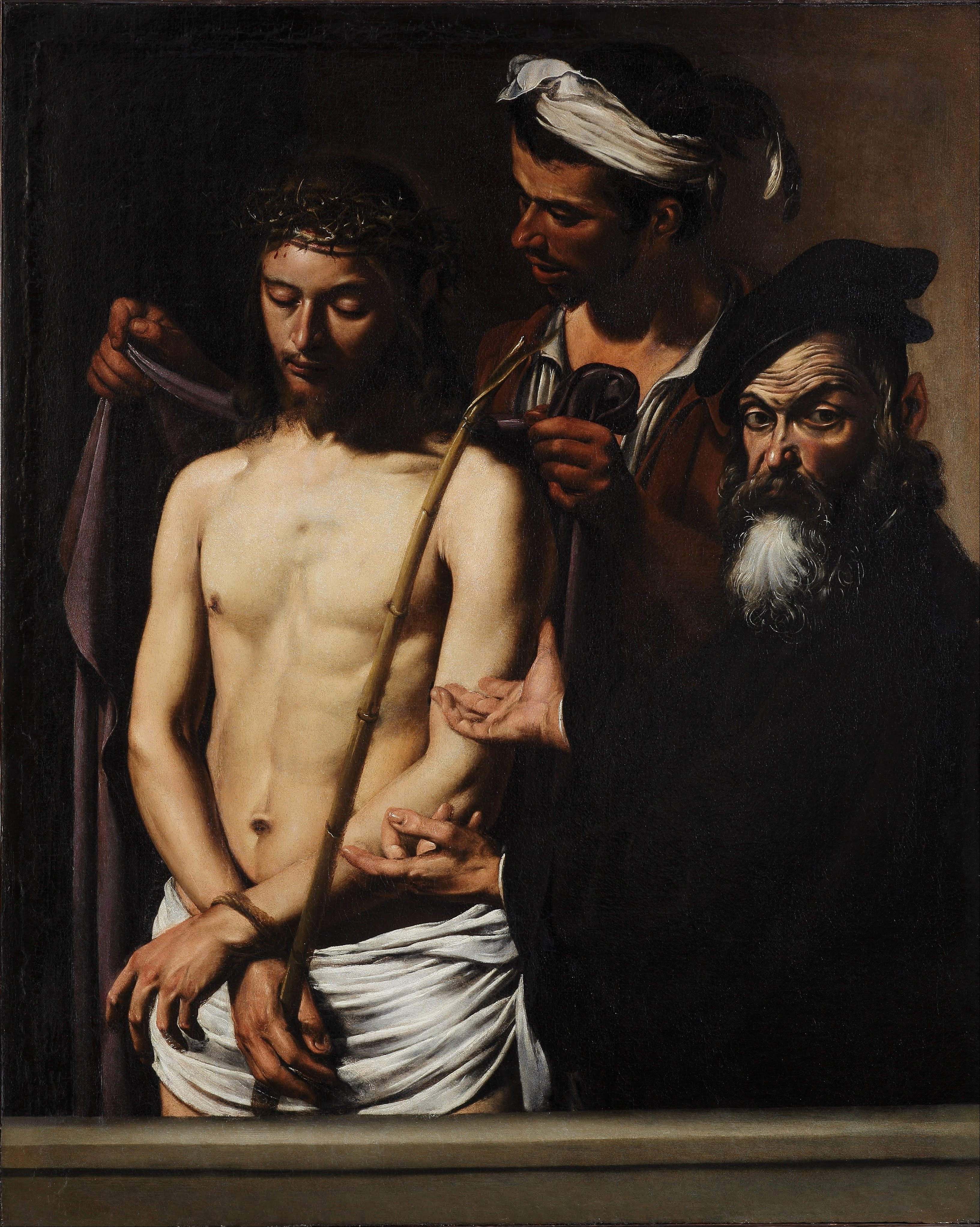
Караваджо
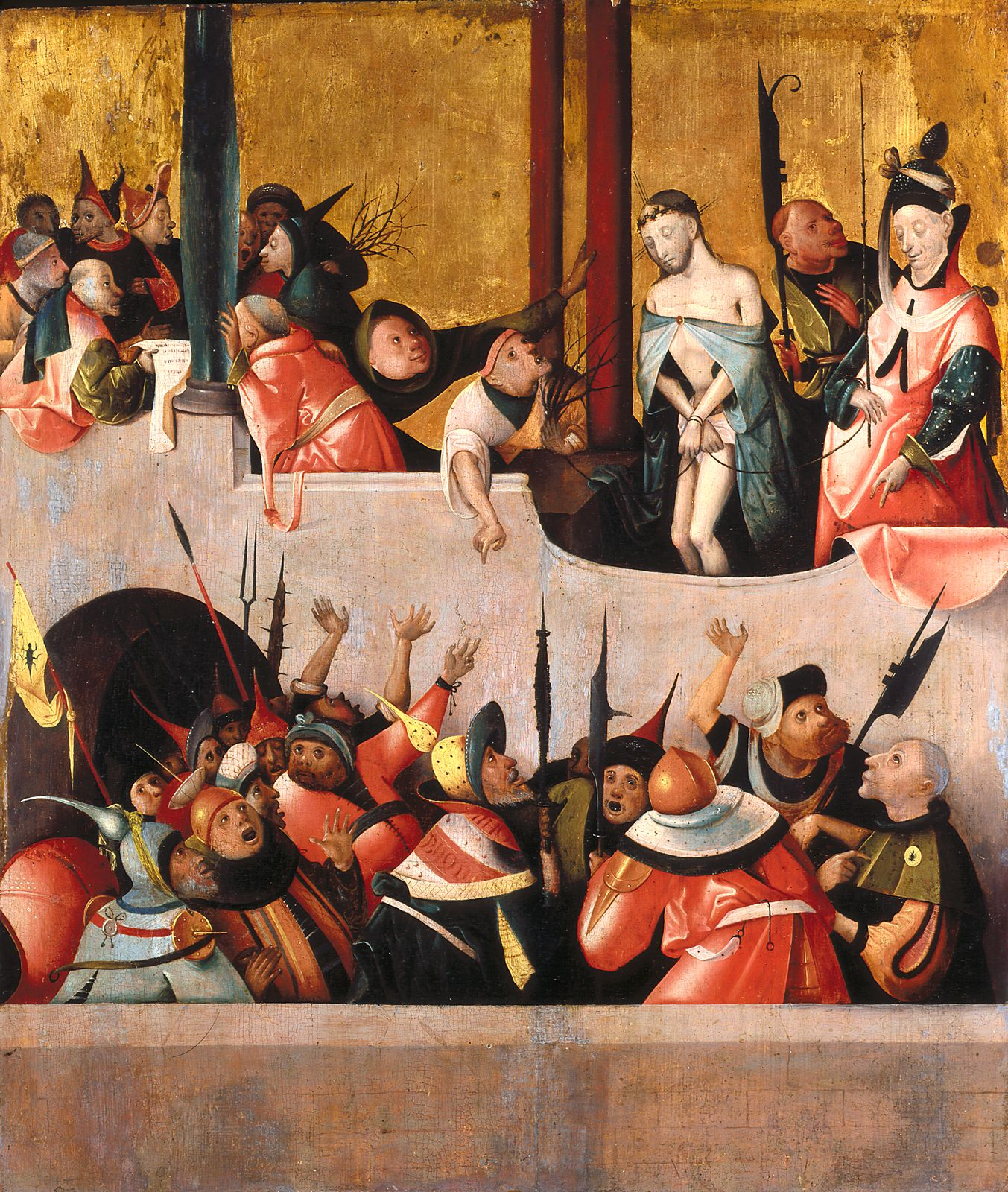
Босх, 1490
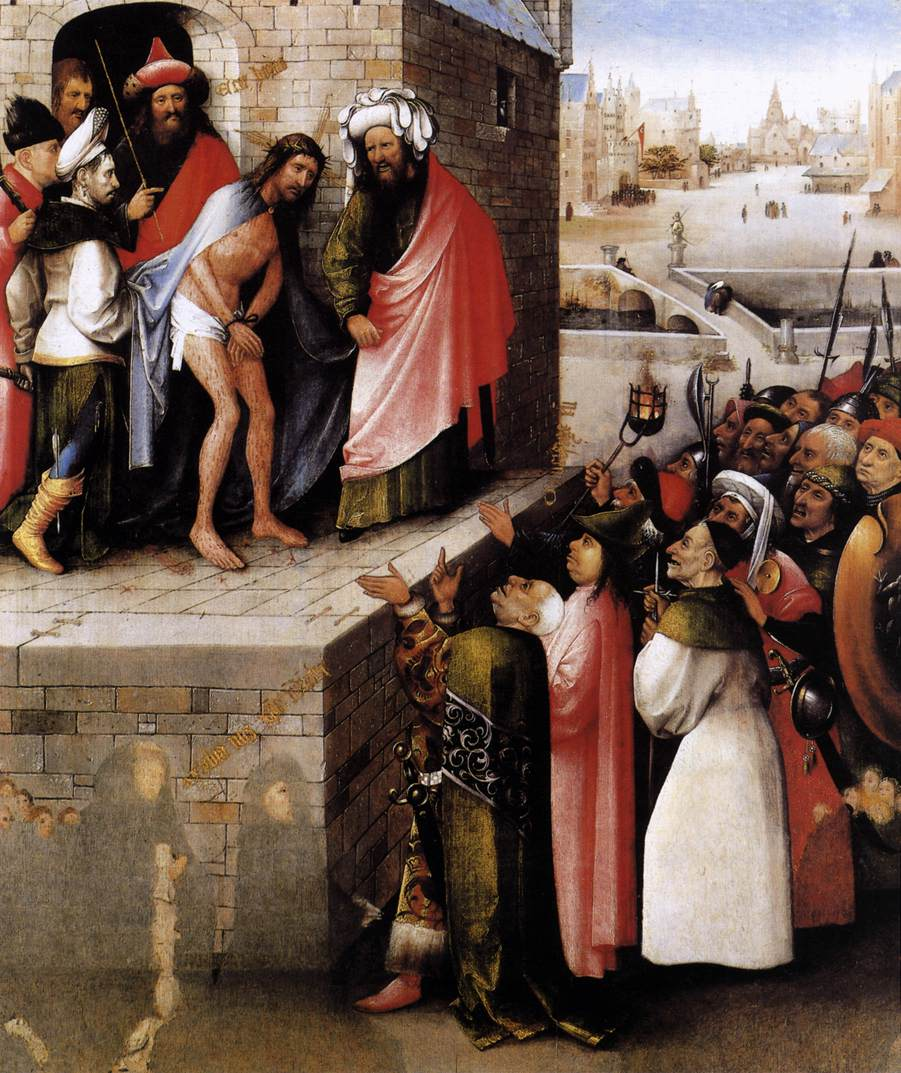
Босх, ~1480-1490
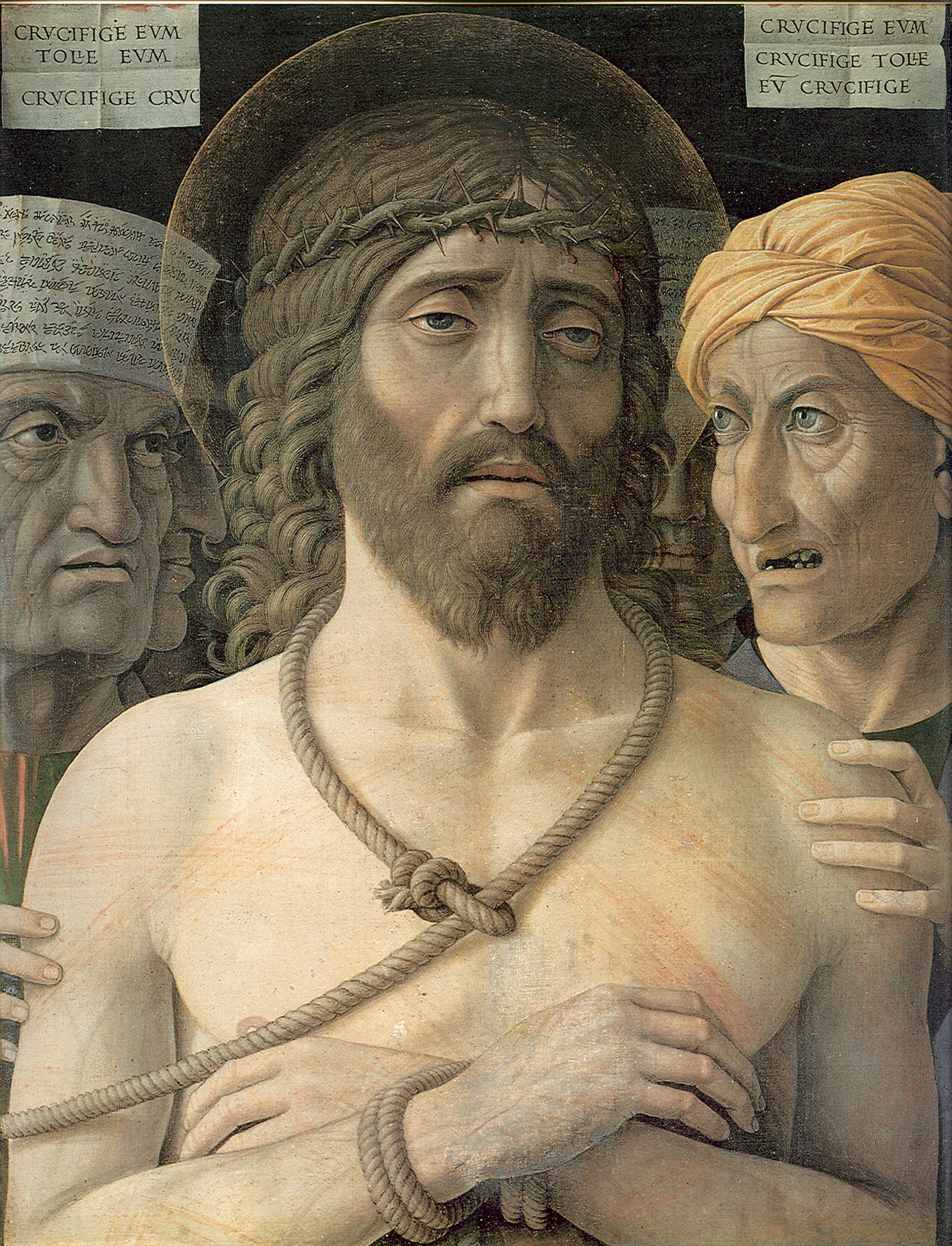
Андреа Мантенья, ~1500
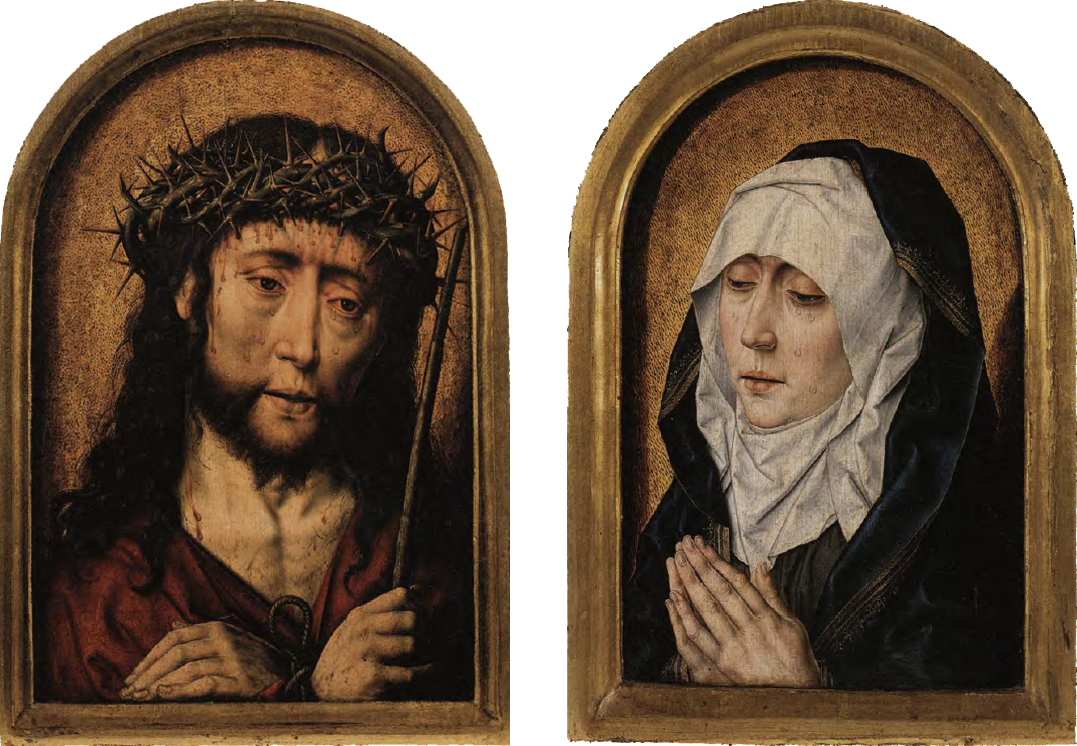
Ecce Homo and Mater Dolorosa Diptych[en], ~1491-1520
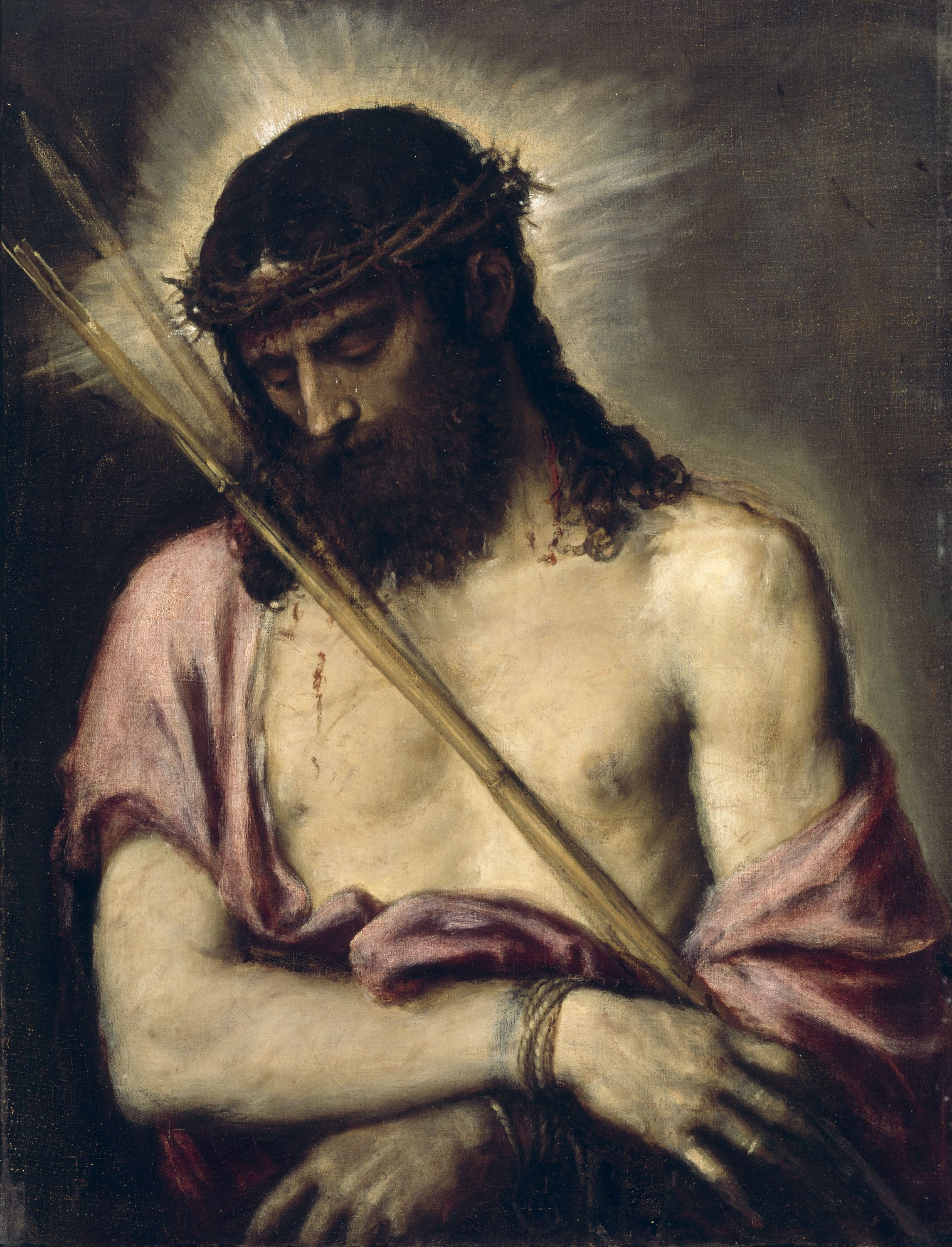
Тіциан, ~1558
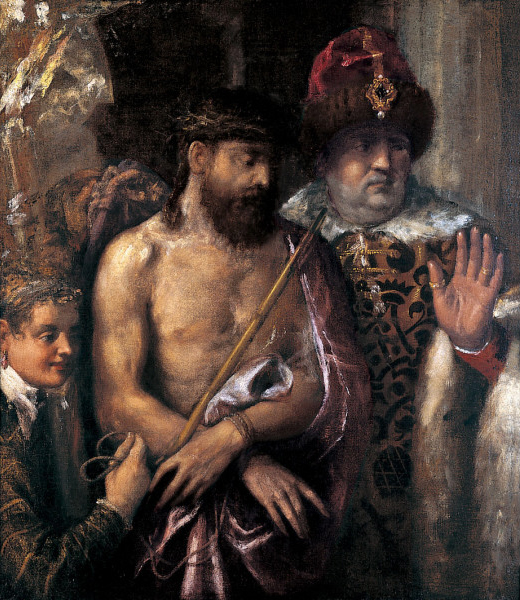
Тіциан, ~1570
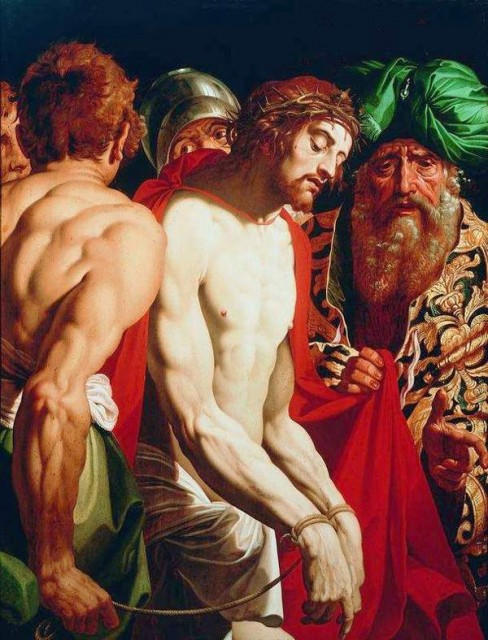
Абрагам Янссенс, ~1615
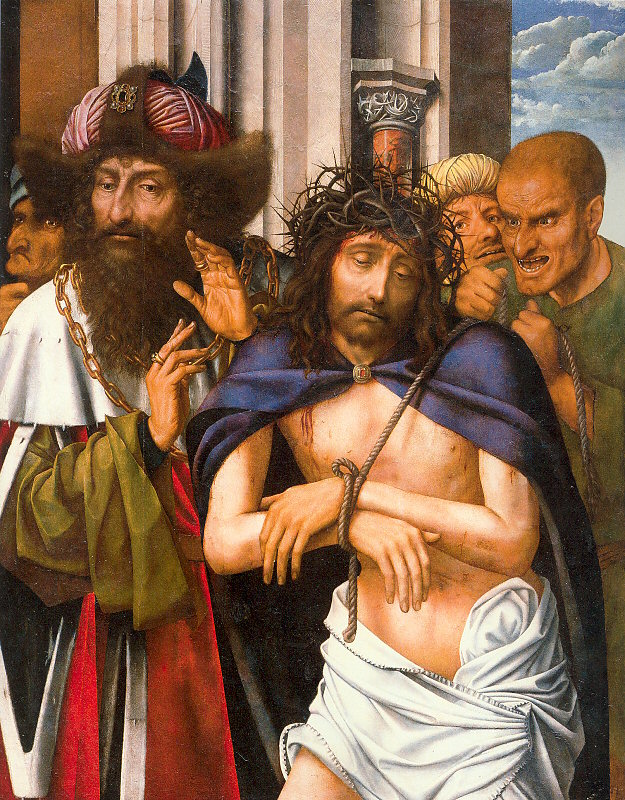
Квентін Массейс, 1520